# Condado de Iron (Wisconsin)
El condado de Iron (en inglés: Iron County, Wisconsin), fundado en 1893, es uno de 72 condados del estado estadounidense de Wisconsin. En el año 2000, el condado tenía una población de 6.861 habitantes y una densidad poblacional de 9 personas por km². La sede del condado es Hurley.

## Geografía
Según la Oficina del Censo, el condado tiene un área total de 2381 km² (919,3 mi²), de la cual 1961 km² (757,1 mi²) es tierra y 420 km² (162,2 mi²) es agua.

### Condados adyacentes
- Condado de Vilas este, sureste
- Condado de Price suroeste
- Condado de Ashland oeste
- Condado de Gogebic noreste

## Demografía
| 1900  | 1910  | 1920   | 1930  | 1940   | 1950  | 1960  | 1970  | 1980  | 1990  | 2000  |
| ----- | ----- | ------ | ----- | ------ | ----- | ----- | ----- | ----- | ----- | ----- |
| 6.616 | 8.306 | 10.261 | 9.933 | 10.049 | 8.714 | 7.830 | 6.533 | 6.730 | 6.153 | 6.861 |

## Localidades

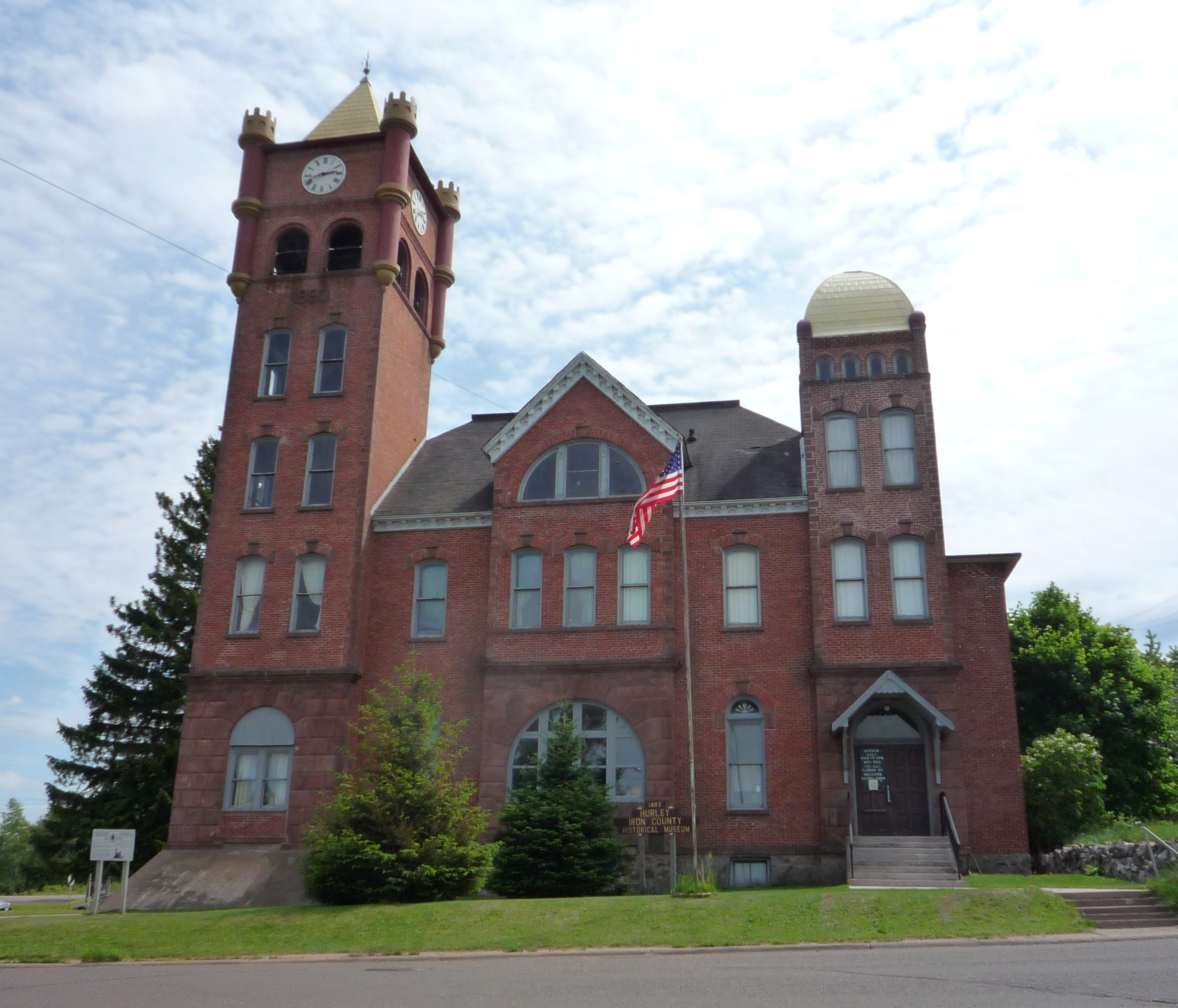
El Antiguo Tribunal del Condado de Iron (actualmente Historical Museo del Condado de Iron) en Hurley, cotiza en el Registro Nacional de Lugares Históricos.

### Ciudades
- Hurley
- Montreal

### Pueblos
| - Anderson - Carey - Gurney - Kimball - Knight | - Mercer - Oma - Pence - Saxon - Sherman |

### Áreas no incorporadas
- Cedar
- Iron Belt
- Springstead
- Upson

### Principales carreteras
| - U.S. Highway 2 - U.S. Highway 51 - Carretera 47 - Carretera 77 | - Carretera 122 - Carretera 169 - Carretera 182 |